# 116. Panzer-Division (Wehrmacht)
Die 116. Panzer-Division war ein Großverband der deutschen Wehrmacht im Zweiten Weltkrieg.

## Geschichte

### Aufstellung
Die 116. Panzer-Division wurde durch den Wehrkreis VI am 28. März 1944 in Frankreich aus den Resten der bei Uman nahezu vernichteten 16. Panzergrenadier-Division und der 179. Reserve-Panzer-Division aufgestellt. Im Mai 1944 wurde die Division nach Laval in Westfrankreich transportiert.
Während der Aufstellungsphase unterstand die Division von April bis Juni 1944 der Heeresgruppe B und die I./ Panzer-Regiment 16 wurde auf den Truppenübungsplatz Grafenwöhr entsandt. Ersatzweise wurde eine neue I. Abteilung vom Panzer-Regiment 24 kommend zugeteilt, welche die Aufstellung erst bis zum Herbst 1944 abschließen konnte.

### Operation Overlord
Am 6. Juni 1944 landeten die alliierten Streitkräfte an den Stränden der Nordfrankreichs in der Normandie. Die 116. Panzer-Division befand sich zu diesem Zeitpunkt als Besatzungstruppe und in Aufstellung befindlich östlich von Rouen mit dem eigenen Divisionshauptquartier in Bernouville. Nachdem der Verband am 9. und 10. Juni bereits näher in Richtung Küste verlegt worden war, wurde diese Mitte Juni noch näher hinter die an der Front stehenden Infanterie-Divisionen vorgezogen. Im Juli 1944 wurde der Verband in die Truppenreserve der 15. Armee überführt und dann zwischen dem 19. und 24. Juli über die Seine zur Panzergruppe West, welche der Division ab August 1944 beim II. SS-Panzerkorps angehörte, verlegt. Auch wenn im Juni bereits einzelne Divisionsteile gegen die alliierten Landungstruppen zum Einsatz gekommen sind, wurde der geschlossene Einsatz der Division erst befohlen, als die amerikanischen Streitkräfte die deutschen Frontlinien durchbrachen. Zu diesem Zeitpunkt verfügte die Division im eigenen Panzer-Regiment über eine theoretische Stärke von 73 PzKpfw IV, 2 Panzerbefehlswagen V und 6 PzKpfw III und einer Stabs-Einheit mit 12 Flakpanzern IV (3,7-cm). Tatsächlich waren im Juni 1944 jedoch nur 58 PzKpfw IV vorhanden, von denen vier veraltete Ausführung C mit kurzem Rohr waren. Letztere waren zusammen mit vier ebenfalls veralteten PzKpfw III Ausführung H (5cm KwK) in der 7. Kompanie im Einsatz. Die Panzerjäger-Abteilung 228 verfügte immerhin über 6 moderne Jagdpanzer IV (L/48). Doch bis zum 1. Juli 1944 wurden der Division nur weitere 10 neue PzKpfw IV zugeführt. Am 10. Juli verließ ein Transport mit 21 neuen Jagdpanzern IV für die Panzerjäger-Abteilung 228 das Heereszeugamt.
Ursprünglich für einen Einsatz bei St. Lo vorgesehen, kam die Division beim deutschen Gegenangriff der 7. Armee in Unterstellung beim II. SS-Panzer-Korps im Raum Mortain zum Einsatz (Unternehmen Lüttich), der auf die Wiedereroberung von Avranches abzielte. Die alliierte Aufklärung hatten die Angriffsvorbereitung erkannt und fügte den ab dem 6. August angreifenden Verbänden schwere Verlust zu. Schon am 12. August verfügte das Panzerregiment nur noch über 15 einsatzbereite Panzer und stand im Raum zwischen den Städten Argentan und Sées. Die Zangenbewegung der amerikanischen Streitkräfte führte, als diese am 13. August den Raum Argentan erreichten zur drohenden Einschließung einer großen Masse der deutschen Streitkräfte, und auch der 116. Panzer-Division im Raum Falaise.
Die Überreste der Division konnten sich ohne weitere große Verluste nördlich und südlich von Rouen auf das östliche Ufer der Seine zurückziehen und so dem Kessel entkommen.
Nachdem sie fast vollständig an der Invasionsfront vernichtet worden war, zog sich die Division kämpfend in der Stärke einer Kampfgruppe in verlustreichen Rückzugskämpfen in Frankreich und Belgien vom 29. August an bis in den Raum Lüttich/Eupen zurück.

### Aachen
Sie erreichte am 12. September 1944 Aachen, das zu diesem Zeitpunkt bereits evakuiert wurde. Aachen lag zwischen der ersten und zweiten Verteidigungsstellung des Westwalls und war die erste deutsche Großstadt, die von den Alliierten angegriffen wurde. Die aufgrund der Verluste verbleibende Kampfgruppe der 116. Panzer-Division, welche weiterhin der 7. Armee zugeordnet war, war bis zum 27. September für die Verteidigung der Stadt eingesetzt.

### Verlegung in den Raum Arnheim
Nach einem Verlegungsbefehl zur 1. Fallschirm-Armee in den Raum Arnheim marschierte der Verband bis zum 30. September in den neuen Bereitstellungsraum und kam ab dem 1. Oktober bei den Gegenangriffen und Abwehreinsätzen des II. SS-Panzer-Korps zum Einsatz. Mitte Oktober, vom 11. bis zum 25. Oktober ist die Einheit wieder in der Nähe von Aachen, im Raum Würselen im Einsatz.
Im Oktober 1944, während die Division dem I. SS-Armee-Korps in der Eifel unterstellt war, wurden neue Kräfte zugeführt und die Division wieder materiell und personell aufgefrischt. Hierzu wurde Panzer-Brigade 108 in die Division eingegliedert. Zudem wurde Personal aus den Luftwaffen-Festungsbataillonen XII, XIII und XIX eingegliedert.

### Hürtgenwald
Die Division war an den schweren Abwehrkämpfen im Hürtgenwald beteiligt. In der ersten Phase wurde die Division, die noch aufgefrischt wurde in Reserve gehalten. Der Einsatz der Division ist ab dem 4. November dokumentiert und dauert in der Gegend um die Orte Vossenack und Hürtgen bis zum 16. November. Doch war das Gelände im Grunde wenig für den Einsatz von Panzertruppen geeignet. Um die Kampfeinsätze der Division in dieser Schlacht bildete sich eine spezifische Erinnerungskultur, hierzu mehr im Abschnitt Sonstiges.
In der anschließenden Zeit vom 17. bis 26. November kommt es zum Einsatz kleinerer Kampfgruppen im Raum östlich von Aachen.

### Ardennenoffensive
Der Einsatz bei der letzten großen Angriffsoperation des Oberkommando der Wehrmacht im Westen, die Ardennenoffensive, wurde auch von der 116. Panzer-Division unterstützt. Diese wurde hierzu im Dezember 1944 / Januar 1945 dem LVIII (58.) Armee-Korps der 5. Panzerarmee im Bereich der Heeresgruppe B unterstellt. Nach einer vorbereitenden Auffrischung im Raum Mönchengladbach, steht die Division ab dem 16. Dezember wieder in der Eifel an der Front und beteiligt sich an den Angriffsoperationen. Mit dem Scheitern ziehen sich die Verbände ab dem 26. Dezember zurück und der Verband wird ohne die Truppenteile mit Fahrzeuge nochmals zur Auffrischung nach Mönchengladbach verlegt.

### Reichswald
Der gesamte Verband wir wieder in Richtung Nordwesten verlegt. Vom 12. Februar bis zum 9. März beim XXXXVII. (47.) Armee-Korps der 1. Fallschirm-Armee im Reichswald am Niederrhein bei der Heeresgruppe H im Abwehrkampf stehend, muss die Division in dieser Zeit im Xantener Hochwald und am Brückenkopf Wesel kämpfen.
Nach der Zuführung neuer Kräfte bis zum 25. März südlich des Fluss Lippe mit einer Front nach Westen. Durch die Vorstöße der Alliierten muss ab dem 1. April eine Frontlinie nach Osten und später auch nach Nordosten gesichert werden.

### Ruhrkessel
Mitte April 1945 war der Ruhrkessel praktisch geschlossen, und die Masse der Division führte letzte Abwehrkämpfe im Raum Hamm, Werl, Menden und dann noch Hemer und Iserlohn.

### Kapitulation
Der Großteil der Division kapitulierte am 16. April 1945 als Teil der Armeegruppe Lüttwitz im Bereich der Heeresgruppe B mit dem LIII. (53.) Armee-Korps vor US-Truppen im Ruhrkessel.
Eine Kampfgruppe der 116. Panzer-Division, die nicht im Ruhrkessel eingeschlossen worden waren, da man diese frühzeitig nach Osten hinter den Fluss Weser verlegt hatte, kämpfte beim Oberbefehlshaber West als Teil des LXVI. (66.) Armee-Korps der 11. Armee noch bis zum 21. April 1945 im Harz.

## Gliederung
- Panzer-Regiment 16 mit zwei Abteilungen aus dem Stab des Panzergrenadier-Regiments 68, der Panzer-Abteilung 116 der ehemaligen 16. Panzergrenadier-Division und der Reserve-Panzer-Abteilung 1 der ehemaligen 179. Reserve-Panzer-Division
- Panzergrenadier-Regiment 60 mit zwei der ursprünglichen drei Abteilungen aus Grenadier-Regiment (mot.) 60
- Panzergrenadier-Regiment 156 mit zwei Abteilungen der ursprünglichen drei aus Grenadier-Regiment (mot.) 156
- Panzer-Aufklärungs-Abteilung 116 aus Teilen der Reserve-Panzer-Aufklärung-Abteilung 1
- Panzer-Artillerie-Regiment 146
- Heeres-Flak-Artillerie-Abteilung 281
- Panzerjäger-Abteilung 228
- Panzer-Pionier-Bataillon 675
- Panzer-Nachrichten-Abteilung 228
- Feldersatz-Bataillon 146
- Panzer-Nachschubtruppen 66

## Kommandeure
- Generalmajor Gerhard Müller – Aufstellung bis 30. April 1944
- Generalleutnant Gerhard Graf von Schwerin – 1. Mai bis 31. August 1944
- Oberst Heinrich Voigtsberger (m.d.F.b.) – 1. bis 13. September 1944
- Generalmajor Siegfried von Waldenburg – 14. September 1944 bis Kapitulation

## Sonstiges

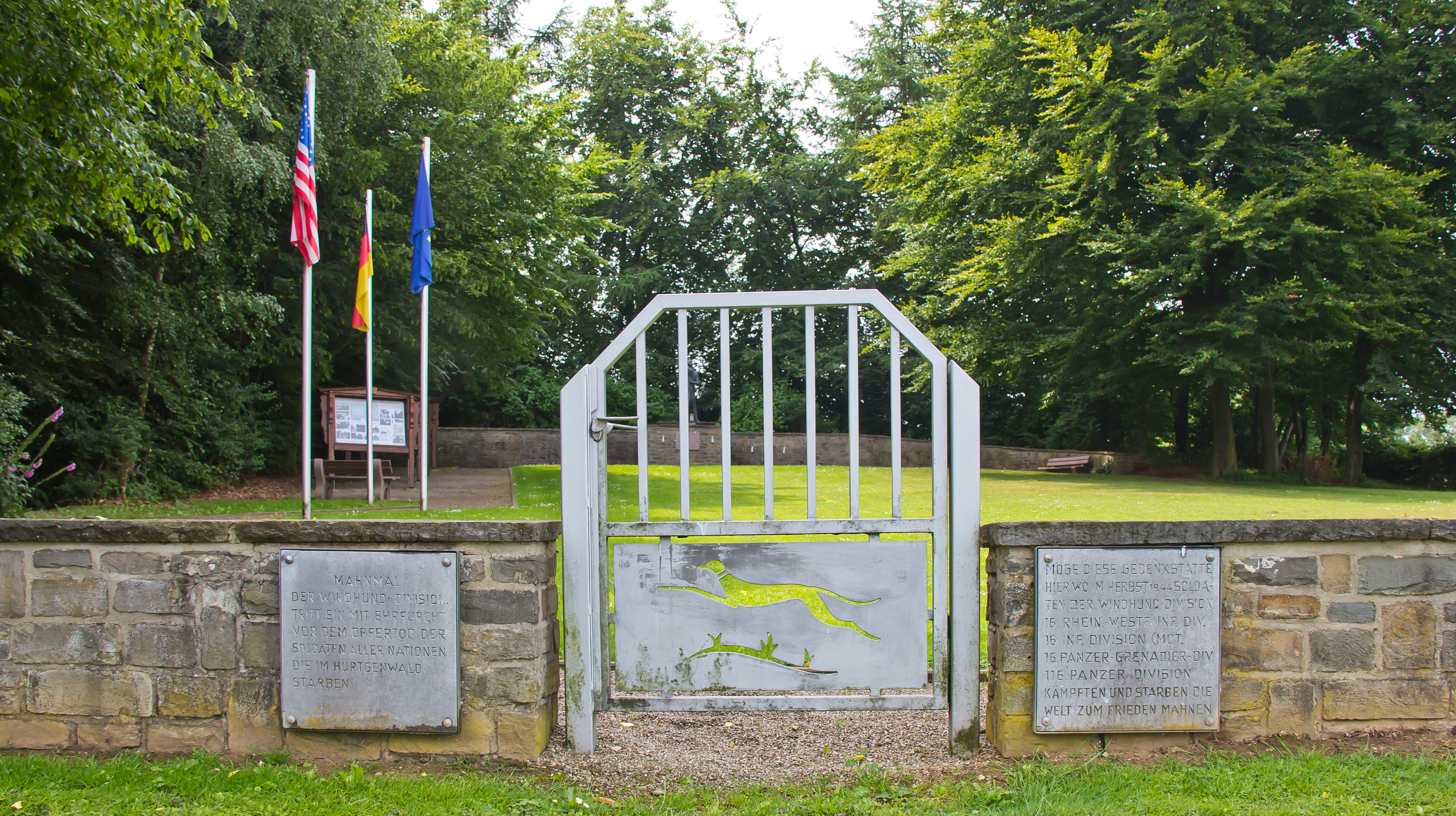
Mahnmal für die 116. Panzer-Division der Wehrmacht (Windhund-Division) neben dem Ehrenfriedhof Vossenack in Hürtgenwald.

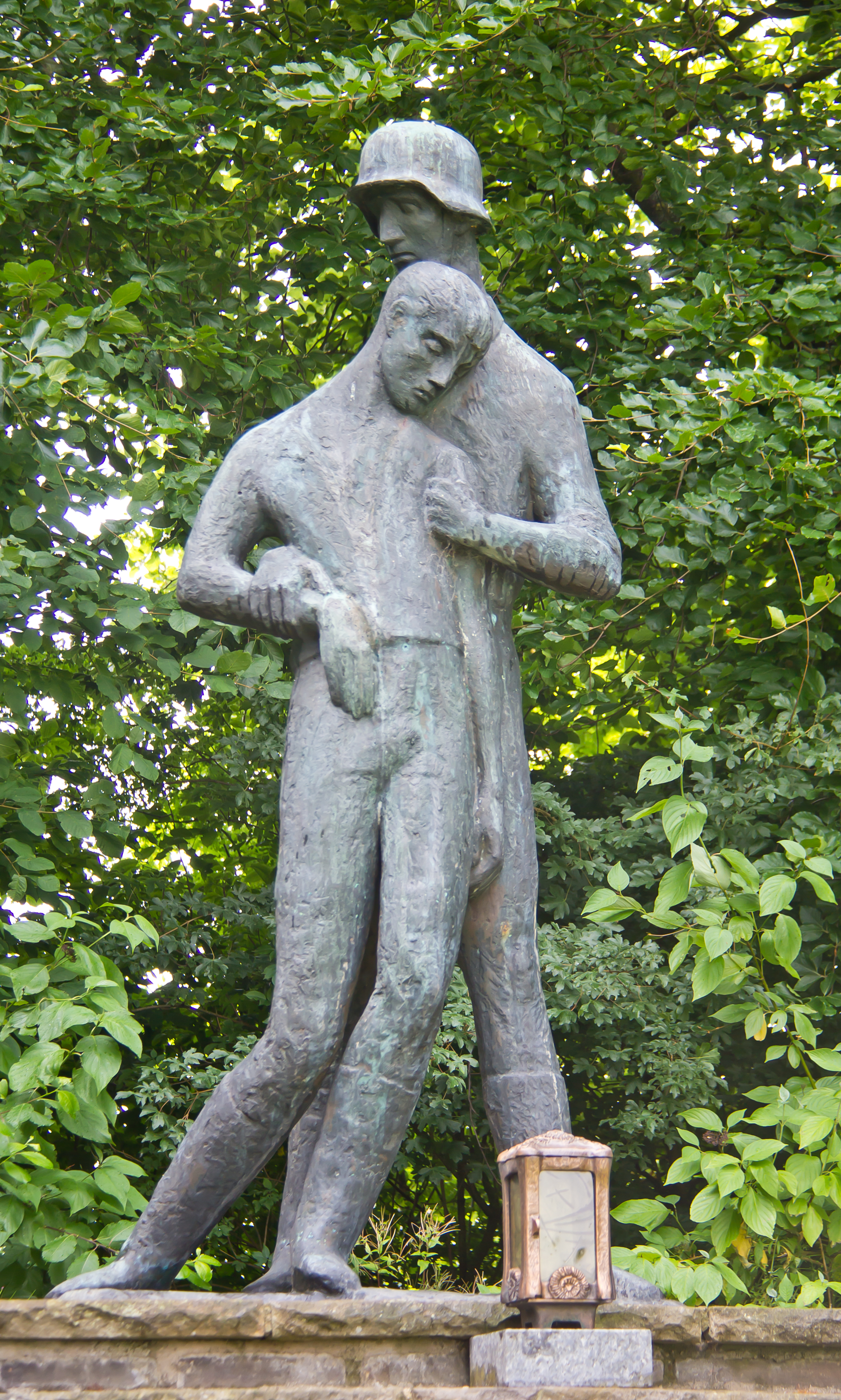
Gestohlenes Mahnmal für die 116. Panzer-Division der Wehrmacht (Windhund-Division) neben dem Ehrenfriedhof Vossenack in Hürtgenwald.

- In Vossenack (Gemeinde Hürtgenwald) erinnert ein Kirchenfenster, gestiftet vom „Familienverband ehemaliger Angehöriger der Windhund-Division (116. Panzer-Division) e. V.“, an die Gefallenen der Division, die hier im Herbst 1944 in die schweren Kämpfe verwickelt war. Das Divisionswappen wurde in dieses Kirchenfenster auf der linken Seite des Kirchenschiffes integriert. Neben dem Ehrenfriedhof Vossenack befindet sich ein Mahnmal der Windhund-Division. Dort treffen sich jährlich im Oktober Veteranen der Division zu einer Gedenkveranstaltung, an der ebenfalls eine Abordnung der Bundeswehr aus Augustdorf teilnimmt. Das von der Bildhauerin Annemarie Suckow von Heydendorff geschaffene Mahnmal wurde im Mai 2017 gestohlen.[3][4]
- Das Wappen zeigt angeblich den Hund „Sascha“, der im Frühjahr 1943 Angehörigen des Vorgängerverbands, der damaligen 16. Infanterie-Division (mot.), in der Kalmückensteppe halb verhungert zugelaufen war. Das Wappen der 116. Panzer-Division wurde in der Bundeswehr bis 2004 im Wappen des Panzergrenadierbataillons 212 gezeigt.